# Eleições legislativas de 2019 em Évora

## Resultados Oficiais
| Partido                 | Partido                              | Votos  | %               | +/-   |
| ----------------------- | ------------------------------------ | ------ | --------------- | ----- |
|                         | Partido Socialista                   | 9 258  | 35,74 / 100,00  | 0,17  |
|                         | Partido Social Democrata             | 5 240  | 20,23 / 100,00  | -     |
|                         | CDU - Coligação Democrática Unitária | 3 985  | 15,38 / 100,00  | 3,30  |
|                         | Bloco de Esquerda                    | 2 766  | 10,68 / 100,00  | 0,68  |
|                         | CDS – Partido Popular                | 1 027  | 3,96 / 100,00   | -     |
|                         | Pessoas–Animais–Natureza             | 655    | 2,53 / 100,00   | 1,41  |
|                         | CHEGA!                               | 629    | 2,43 / 100,00   | Novo  |
|                         | Outros (com menos de 1,00%)          | 1 365  | 5,27 / 100,00   |       |
| Votos Inválidos         | Votos Inválidos                      | 979    | 3,78 / 100,00   | 0,66  |
| Total                   | Total                                | 25 904 | 100,00 / 100,00 |       |
| Eleitorado/Participação | Eleitorado/Participação              | 47 159 | 54,93 / 100,00  | 5,62  |
| Fonte                   | Fonte                                | [ 1 ]  | [ 1 ]           | [ 1 ] |

## Resultados por Freguesia
Os resultados seguintes referem-se aos partidos que obtiveram mais de 1,00% dos votos:
| Freguesia                                   | %     | %     | %     | %     | %    | %    | %    | Votantes |
| Freguesia                                   | PS    | PSD   | CDU   | BE    | CDS  | PAN  | CH   | Votantes |
| ------------------------------------------- | ----- | ----- | ----- | ----- | ---- | ---- | ---- | -------- |
| Bacelo e Senhora da Saúde                   | 36,37 | 20,46 | 14,70 | 10,90 | 3,84 | 2,55 | 2,38 | 8 641    |
| Canaviais                                   | 36,84 | 16,21 | 16,14 | 10,89 | 4,36 | 2,50 | 2,75 | 1 561    |
| Évora                                       | 29,55 | 26,03 | 13,63 | 10,07 | 6,84 | 3,23 | 1,20 | 2 413    |
| Malagueira e Horta das Figueiras            | 34,08 | 21,65 | 13,93 | 11,76 | 3,65 | 2,66 | 2,80 | 9 913    |
| N.S. da Tourega e N.S. de Guadalupe         | 39,16 | 8,45  | 25,72 | 9,40  | 4,22 | 2,30 | 2,11 | 521      |
| Nossa Senhora da Graça do Divor             | 33,88 | 6,53  | 38,37 | 8,57  | 1,63 | 2,04 | 2,45 | 245      |
| Nossa Senhora de Machede                    | 40,72 | 11,60 | 24,68 | 7,38  | 3,16 | 1,48 | 3,16 | 474      |
| São Sebastião da Giesteira e N.S. da Boa Fé | 38,80 | 13,07 | 23,65 | 10,79 | 3,32 | 2,07 | 1,24 | 482      |
| São Bento do Mato                           | 41,01 | 25,05 | 11,11 | 6,87  | 2,22 | 1,41 | 2,42 | 495      |
| São Manços e São Vicente do Pigeiro         | 56,48 | 14,21 | 16,34 | 2,84  | 2,66 | 0,89 | 1,60 | 563      |
| São Miguel de Machede                       | 37,68 | 13,62 | 23,77 | 7,25  | 2,61 | 1,74 | 3,19 | 345      |
| Torre de Coelheiros                         | 52,19 | 6,37  | 25,90 | 5,18  | 3,19 | 0,80 | 1,20 | 251      |
| Évora                                       | 35,74 | 20,23 | 15,38 | 10,68 | 3,96 | 2,53 | 2,43 | 25 904   |

#### Bacelo e Senhora da Saúde
| Partido                 | Partido                              | Votos  | %               | +/-  |
| ----------------------- | ------------------------------------ | ------ | --------------- | ---- |
|                         | Partido Socialista                   | 3 143  | 36,37 / 100,00  | 0,60 |
|                         | Partido Social Democrata             | 1 768  | 20,46 / 100,00  | -    |
|                         | CDU - Coligação Democrática Unitária | 1 270  | 14,70 / 100,00  | 2,28 |
|                         | Bloco de Esquerda                    | 942    | 10,90 / 100,00  | 0,14 |
|                         | CDS – Partido Popular                | 332    | 3,84 / 100,00   | -    |
|                         | Pessoas–Animais–Natureza             | 220    | 2,55 / 100,00   | 1,39 |
|                         | CHEGA!                               | 206    | 2,38 / 100,00   | Novo |
|                         | Outros (com menos de 1,00%)          | 440    | 5,10 / 100,00   |      |
| Votos Inválidos         | Votos Inválidos                      | 320    | 3,70 / 100,00   | 0,35 |
| Total                   | Total                                | 8 641  | 100,00 / 100,00 |      |
| Eleitorado/Participação | Eleitorado/Participação              | 15 805 | 54,67 / 100,00  | 5,36 |

#### Canaviais
| Partido                 | Partido                                         | Votos | %               | +/-  |
| ----------------------- | ----------------------------------------------- | ----- | --------------- | ---- |
|                         | Partido Socialista                              | 575   | 36,84 / 100,00  | 0,20 |
|                         | Partido Social Democrata                        | 253   | 16,21 / 100,00  | -    |
|                         | CDU - Coligação Democrática Unitária            | 252   | 16,14 / 100,00  | 5,15 |
|                         | Bloco de Esquerda                               | 170   | 10,89 / 100,00  | 0,13 |
|                         | CDS – Partido Popular                           | 68    | 4,36 / 100,00   | -    |
|                         | CHEGA!                                          | 43    | 2,75 / 100,00   | Novo |
|                         | Pessoas–Animais–Natureza                        | 39    | 2,50 / 100,00   | 0,94 |
|                         | Partido Comunista dos Trabalhadores Portugueses | 21    | 1,35 / 100,00   | 0,03 |
|                         | Aliança                                         | 17    | 1,09 / 100,00   | Novo |
|                         | Outros (com menos de 1,00%)                     | 56    | 3,58 / 100,00   |      |
| Votos Inválidos         | Votos Inválidos                                 | 67    | 4,29 / 100,00   | 1,35 |
| Total                   | Total                                           | 1 561 | 100,00 / 100,00 |      |
| Eleitorado/Participação | Eleitorado/Participação                         | 2 631 | 59,33 / 100,00  | 4,24 |

#### Évora
| Partido                 | Partido                              | Votos | %               | +/-  |
| ----------------------- | ------------------------------------ | ----- | --------------- | ---- |
|                         | Partido Socialista                   | 713   | 29,55 / 100,00  | 4,04 |
|                         | Partido Social Democrata             | 628   | 26,03 / 100,00  | -    |
|                         | CDU - Coligação Democrática Unitária | 329   | 13,63 / 100,00  | 0,50 |
|                         | Bloco de Esquerda                    | 243   | 10,07 / 100,00  | 1,01 |
|                         | CDS – Partido Popular                | 165   | 6,84 / 100,00   | -    |
|                         | Pessoas–Animais–Natureza             | 78    | 3,23 / 100,00   | 1,89 |
|                         | LIVRE                                | 33    | 1,37 / 100,00   | 0,74 |
|                         | Iniciativa Liberal                   | 31    | 1,28 / 100,00   | Novo |
|                         | CHEGA!                               | 29    | 1,20 / 100,00   | Novo |
|                         | Outros (com menos de 1,00%)          | 79    | 3,27 / 100,00   |      |
| Votos Inválidos         | Votos Inválidos                      | 85    | 3,53 / 100,00   | 0,75 |
| Total                   | Total                                | 2 413 | 100,00 / 100,00 |      |
| Eleitorado/Participação | Eleitorado/Participação              | 4 302 | 56,09 / 100,00  | 3,93 |

#### Malagueira e Horta das Figueiras
| Partido                 | Partido                              | Votos  | %               | +/-  |
| ----------------------- | ------------------------------------ | ------ | --------------- | ---- |
|                         | Partido Socialista                   | 3 378  | 34,08 / 100,00  | 0,81 |
|                         | Partido Social Democrata             | 2 146  | 21,65 / 100,00  | -    |
|                         | CDU - Coligação Democrática Unitária | 1 381  | 13,93 / 100,00  | 4,15 |
|                         | Bloco de Esquerda                    | 1 166  | 11,76 / 100,00  | 1,41 |
|                         | CDS – Partido Popular                | 362    | 3,65 / 100,00   | -    |
|                         | CHEGA!                               | 278    | 2,80 / 100,00   | Novo |
|                         | Pessoas–Animais–Natureza             | 264    | 2,66 / 100,00   | 1,63 |
|                         | Iniciativa Liberal                   | 102    | 1,03 / 100,00   | Novo |
|                         | Aliança                              | 99     | 1,00 / 100,00   | Novo |
|                         | Outros (com menos de 1,00%)          | 362    | 3,64 / 100,00   |      |
| Votos Inválidos         | Votos Inválidos                      | 375    | 3,78 / 100,00   | 0,45 |
| Total                   | Total                                | 9 913  | 100,00 / 100,00 |      |
| Eleitorado/Participação | Eleitorado/Participação              | 18 485 | 53,63 / 100,00  | 6,06 |

#### N.S. da Tourega e N.S. de Guadalupe
| Partido                 | Partido                                         | Votos | %               | +/-  |
| ----------------------- | ----------------------------------------------- | ----- | --------------- | ---- |
|                         | Partido Socialista                              | 204   | 39,16 / 100,00  | 0,91 |
|                         | CDU - Coligação Democrática Unitária            | 134   | 25,72 / 100,00  | 5,16 |
|                         | Bloco de Esquerda                               | 49    | 9,40 / 100,00   | 0,98 |
|                         | Partido Social Democrata                        | 44    | 8,45 / 100,00   | -    |
|                         | CDS – Partido Popular                           | 22    | 4,22 / 100,00   | -    |
|                         | Pessoas–Animais–Natureza                        | 12    | 2,30 / 100,00   | 2,12 |
|                         | CHEGA!                                          | 11    | 2,11 / 100,00   | Novo |
|                         | Partido Comunista dos Trabalhadores Portugueses | 9     | 1,73 / 100,00   | 0,38 |
|                         | Outros (com menos de 1,00%)                     | 20    | 3,84 / 100,00   |      |
| Votos Inválidos         | Votos Inválidos                                 | 16    | 3,08 / 100,00   | 1,15 |
| Total                   | Total                                           | 521   | 100,00 / 100,00 |      |
| Eleitorado/Participação | Eleitorado/Participação                         | 862   | 60,44 / 100,00  | 0,26 |

#### Nossa Senhora da Graça do Divor
| Partido                 | Partido                              | Votos | %               | +/-  |
| ----------------------- | ------------------------------------ | ----- | --------------- | ---- |
|                         | CDU - Coligação Democrática Unitária | 94    | 38,37 / 100,00  | 5,51 |
|                         | Partido Socialista                   | 83    | 33,88 / 100,00  | 3,30 |
|                         | Bloco de Esquerda                    | 21    | 8,57 / 100,00   | 1,74 |
|                         | Partido Social Democrata             | 16    | 6,53 / 100,00   | -    |
|                         | CHEGA!                               | 6     | 2,45 / 100,00   | Novo |
|                         | Pessoas–Animais–Natureza             | 5     | 2,04 / 100,00   | 0,24 |
|                         | CDS – Partido Popular                | 4     | 1,63 / 100,00   | -    |
|                         | Outros (com menos de 1,00%)          | 5     | 2,04 / 100,00   |      |
| Votos Inválidos         | Votos Inválidos                      | 11    | 4,49 / 100,00   | 1,51 |
| Total                   | Total                                | 245   | 100,00 / 100,00 |      |
| Eleitorado/Participação | Eleitorado/Participação              | 386   | 63,47 / 100,00  | 8,00 |

#### Nossa Senhora de Machede
| Partido                 | Partido                                         | Votos | %               | +/-  |
| ----------------------- | ----------------------------------------------- | ----- | --------------- | ---- |
|                         | Partido Socialista                              | 193   | 40,72 / 100,00  | 3,00 |
|                         | CDU - Coligação Democrática Unitária            | 117   | 24,68 / 100,00  | 3,87 |
|                         | Partido Social Democrata                        | 55    | 11,60 / 100,00  | -    |
|                         | Bloco de Esquerda                               | 35    | 7,38 / 100,00   | 1,62 |
|                         | CDS – Partido Popular                           | 15    | 3,16 / 100,00   | -    |
|                         | CHEGA!                                          | 15    | 3,16 / 100,00   | Novo |
|                         | Pessoas–Animais–Natureza                        | 7     | 1,48 / 100,00   | 0,79 |
|                         | Partido Comunista dos Trabalhadores Portugueses | 6     | 1,27 / 100,00   | 2,02 |
|                         | Outros (com menos de 1,00%)                     | 15    | 3,16 / 100,00   |      |
| Votos Inválidos         | Votos Inválidos                                 | 16    | 3,37 / 100,00   | 0,60 |
| Total                   | Total                                           | 474   | 100,00 / 100,00 |      |
| Eleitorado/Participação | Eleitorado/Participação                         | 801   | 59,18 / 100,00  | 7,46 |

#### São Sebastião da Giesteira e N.S. da Boa Fé
| Partido                 | Partido                                         | Votos | %               | +/-  |
| ----------------------- | ----------------------------------------------- | ----- | --------------- | ---- |
|                         | Partido Socialista                              | 187   | 38,80 / 100,00  | 1,13 |
|                         | CDU - Coligação Democrática Unitária            | 114   | 23,65 / 100,00  | 3,91 |
|                         | Partido Social Democrata                        | 63    | 13,07 / 100,00  | -    |
|                         | Bloco de Esquerda                               | 52    | 10,79 / 100,00  | 3,73 |
|                         | CDS – Partido Popular                           | 16    | 3,32 / 100,00   | -    |
|                         | Pessoas–Animais–Natureza                        | 10    | 2,07 / 100,00   | 0,89 |
|                         | CHEGA!                                          | 6     | 1,24 / 100,00   | Novo |
|                         | Aliança                                         | 5     | 1,04 / 100,00   | Novo |
|                         | Partido Comunista dos Trabalhadores Portugueses | 5     | 1,04 / 100,00   | 0,20 |
|                         | Outros (com menos de 1,00%)                     | 8     | 1,65 / 100,00   |      |
| Votos Inválidos         | Votos Inválidos                                 | 16    | 3,32 / 100,00   | 1,30 |
| Total                   | Total                                           | 482   | 100,00 / 100,00 |      |
| Eleitorado/Participação | Eleitorado/Participação                         | 843   | 57,18 / 100,00  | 7,07 |

#### São Bento do Mato
| Partido                 | Partido                              | Votos | %               | +/-  |
| ----------------------- | ------------------------------------ | ----- | --------------- | ---- |
|                         | Partido Socialista                   | 203   | 41,01 / 100,00  | 2,89 |
|                         | Partido Social Democrata             | 124   | 25,05 / 100,00  | -    |
|                         | CDU - Coligação Democrática Unitária | 55    | 11,11 / 100,00  | 3,42 |
|                         | Bloco de Esquerda                    | 34    | 6,87 / 100,00   | 0,55 |
|                         | CHEGA!                               | 12    | 2,42 / 100,00   | Novo |
|                         | CDS – Partido Popular                | 11    | 2,22 / 100,00   | -    |
|                         | Pessoas–Animais–Natureza             | 7     | 1,41 / 100,00   | 0,56 |
|                         | Outros (com menos de 1,00%)          | 16    | 3,23 / 100,00   |      |
| Votos Inválidos         | Votos Inválidos                      | 33    | 6,67 / 100,00   | 4,28 |
| Total                   | Total                                | 495   | 100,00 / 100,00 |      |
| Eleitorado/Participação | Eleitorado/Participação              | 937   | 52,83 / 100,00  | 5,73 |

#### São Manços e São Vicente do Pigeiro
| Partido                 | Partido                              | Votos | %               | +/-  |
| ----------------------- | ------------------------------------ | ----- | --------------- | ---- |
|                         | Partido Socialista                   | 318   | 56,48 / 100,00  | 6,69 |
|                         | CDU - Coligação Democrática Unitária | 92    | 16,34 / 100,00  | 1,97 |
|                         | Partido Social Democrata             | 80    | 14,21 / 100,00  | -    |
|                         | Bloco de Esquerda                    | 16    | 2,84 / 100,00   | 2,88 |
|                         | CDS – Partido Popular                | 15    | 2,66 / 100,00   | -    |
|                         | CHEGA!                               | 9     | 1,60 / 100,00   | Novo |
|                         | Outros (com menos de 1,00%)          | 21    | 3,73 / 100,00   |      |
| Votos Inválidos         | Votos Inválidos                      | 12    | 2,14 / 100,00   | 0,29 |
| Total                   | Total                                | 563   | 100,00 / 100,00 |      |
| Eleitorado/Participação | Eleitorado/Participação              | 1 023 | 55,03 / 100,00  | 9,22 |

#### São Miguel de Machede
| Partido                 | Partido                                         | Votos | %               | +/-  |
| ----------------------- | ----------------------------------------------- | ----- | --------------- | ---- |
|                         | Partido Socialista                              | 130   | 37,68 / 100,00  | 4,19 |
|                         | CDU - Coligação Democrática Unitária            | 82    | 23,77 / 100,00  | 3,56 |
|                         | Partido Social Democrata                        | 47    | 13,62 / 100,00  | -    |
|                         | Bloco de Esquerda                               | 25    | 7,25 / 100,00   | 5,51 |
|                         | CHEGA!                                          | 11    | 3,19 / 100,00   | Novo |
|                         | CDS – Partido Popular                           | 9     | 2,61 / 100,00   | -    |
|                         | Pessoas–Animais–Natureza                        | 6     | 1,74 / 100,00   | 0,60 |
|                         | LIVRE                                           | 4     | 1,16 / 100,00   | 0,93 |
|                         | Aliança                                         | 4     | 1,16 / 100,00   | Novo |
|                         | Partido Comunista dos Trabalhadores Portugueses | 4     | 1,16 / 100,00   | 0,89 |
|                         | Outros (com menos de 1,00%)                     | 6     | 1,74 / 100,00   |      |
| Votos Inválidos         | Votos Inválidos                                 | 17    | 4,93 / 100,00   | 2,42 |
| Total                   | Total                                           | 345   | 100,00 / 100,00 |      |
| Eleitorado/Participação | Eleitorado/Participação                         | 619   | 55,74 / 100,00  | 9,88 |

#### Torre de Coelheiros
| Partido                 | Partido                              | Votos | %               | +/-  |
| ----------------------- | ------------------------------------ | ----- | --------------- | ---- |
|                         | Partido Socialista                   | 131   | 52,19 / 100,00  | 4,26 |
|                         | CDU - Coligação Democrática Unitária | 65    | 25,90 / 100,00  | 7,83 |
|                         | Partido Social Democrata             | 16    | 6,37 / 100,00   | -    |
|                         | Bloco de Esquerda                    | 13    | 5,18 / 100,00   | 0,74 |
|                         | CDS – Partido Popular                | 8     | 3,19 / 100,00   | -    |
|                         | CHEGA!                               | 3     | 1,20 / 100,00   | Novo |
|                         | Outros (com menos de 1,00%)          | 4     | 1,60 / 100,00   |      |
| Votos Inválidos         | Votos Inválidos                      | 11    | 4,38 / 100,00   | 2,61 |
| Total                   | Total                                | 251   | 100,00 / 100,00 |      |
| Eleitorado/Participação | Eleitorado/Participação              | 465   | 53,98 / 100,00  | 5,95 |